# Венчание на царство Лжедмитрия I
Венчание на царство Лжедмитрия I состоялось в 1605 году.
В отличие от всех остальных коронационных церемоний в Русском царстве, порядок коронации Лжедмитрия I был тройной: традиционные шапку Мономаха и бармы в Успенском соборе возложил Патриарх Игнатий, затем он же возложил австрийскую корону, вручил скипетр и державу. И наконец, в Архангельском соборе в приделе Иоанна Лествичника возле гробов Ивана Грозного и Фёдора Ивановича вновь возложил на самозванца «царский венец», одну из царских корон — шапку Казанскую.
Коронационные регалии были привезены в Москву императорским послом Генрихом фон Логау в 1604 году.
Австрийская корона, по свидетельству архиепископа Арсения Элассонского, была прислана Ивану Грозному австрийским императором Рудольфом II и была практически идентична цесарской короне. Предположительно, австрийскую корону вывезли из Москвы поляки в 1611-1612 годах.  